# すぐに食べられる栄養補助食品
すぐに食べられる栄養補助食品（すぐにたべられるえいようほじょしょくひん、Ready-to-Use Supplementary Food、RUSF）とは飢餓対策に開発された補助栄養治療食である。「調理不要の補助食」とも呼ばれる。

## 概要
すぐに食べられる栄養補助食品は、一般的な援助食糧であるトウモロコシと大豆を混合して大豆油、ビタミン・ミネラルを加えたコーン・ソイ・ブレンド（CSB）や強化混合食糧（FBF）だけでは不足してしまう栄養素を補うための栄養補助食品である。

## 食料の種類
- 強化混合食糧（FBF：Fortified Blended Food） - 栄養不良に対する強化混合食料[2]。
- コーン・ソイ・ブレンド（CSB：Corn Soy Blend） - 栄養不良に対する食料であり、強化混合食糧の一つ[2]。
- 調理不要の補助食（RUSF：Ready-to-Use Supplementary Food） - 強化混合食糧（FBF）だけでは不足する栄養素の調理済みの補助食品[2]。
- 調理不要の治療食（RUTF：Ready-to-Use Therapeutic Food） - 重度の栄養失調に対する調理不要の治療食[3][2]。
- プランピー・ナッツ（英語版）（Plumpy’nut） - ピーナッツベースの調理不要の治療食の一つであり商品名。重度の栄養失調の人に与えられるもの。2005年より使用されている[1]。

## 補助栄養食の必要性
世界食糧計画（WFP）は2007年に全世界で年間242,000トンの強化混合食糧を配布し、そのうち192,000トンはコーン・ソイ・ブレンドであった。
強化混合食糧とコーン・ソイ・ブレンドだけでは以下の問題が発生した。
- タンパク質以外の必須栄養素、特に脂肪分が不十分
- 必須栄養素の吸収を阻害する「抗栄養素（フィチン酸や繊維質など）」を多く含む
- 単位容量あたりのカロリー密度が低い
- 容量が大きいため輸送や貯蔵コストが大きい
- 調理のために時間・燃料・水を必要とする

これに対応するために、調理不要の補助食（Ready-to-Use Supplementary Food：RUSF）が研究されている。

## 意訳による混乱
「すぐに食べられる治療食」が、過去に「すぐに食べられる栄養補助食品」（Ready-to-Use Therapeutic Food：RUTF）と意訳された事がある。
しかし、英語の"Therapeutic Food"は「治療食」という意味であり、「栄養補助食品」という意味を含まない為、意訳となっている（Therapeutic Food"参照）。ユニセフ英語版においても「治療食」という位置づけである。

## その他
すぐに食べられる栄養補助食品の生産・供給されている量は患者の需要に対して極端に不足しており、重度の栄養失調にかかっている子供のうちですぐに食べられる栄養補助食品（RUSF）による治療を受けられるのは数パーセントとニユセフで報告されている。この原因としては「すぐに食べられる栄養補助食品」を生産している企業が少ない、「すぐに食べられる栄養補助食品」の有効性が広く認知されていないなどがある。
調理不要の治療食の世界最大手のニュトリセットの売り上げはパートナーを含めて増えている。これはパートナー工場が増えたことが大きな要因となっている。
- ニュトリセットのフランチャイズパートナーを含めた販売量推移（単位：トン）
  - 2006年 4.866トン
  - 2007年 6,572トン
  - 2008年 15,989トン
  - 2009年 14,151トン